# Mathé Altéry
Mathé Altéry (* 12. September 1927 in Paris als Marie-Thérèse Altare) ist eine französische Sopranistin.

## Leben und Wirken
Als Tochter des französischen Tenors Mario Altéry (1892–1974) kam sie schon früh mit dem Gesang in Berührung. Nach einem Musikstudium debütierte sie 1950 als Chorsängerin am Théâtre du Châtelet in Paris.
Sie nahm am ersten Grand Prix de la Chanson im Jahre 1956 teil. Eine Platzierung für ihren Chanson Le temps perdu wurde nicht bekannt gegeben. Ebenfalls für Frankreich trat Dany Dauberson auf.
In den folgenden Jahren erschien eine Vielzahl von EPs und Singles mit Musical-, Chanson und Operetten-Melodien mit ihrem Gesang.